# Think Twice
Think Twice è una canzone della cantante canadese Céline Dion, scritta da Andy Hill e Peter Sinfield e prodotta da Christopher Neil e Aldo Nova. Il brano fu pubblicato come quarto singolo promozionale per il terzo album in inglese della Dion, The Color of My Love (1993), in Nord America nel luglio 1994, in Europa, Australia e Giappone nell'agosto del 1994.
La canzone è diventata uno dei più grandi successi di Céline Dion in Europa e in Australia, salita in cima alla classifica britannica. In questa canzone influenzata dal rock con un assolo di chitarra, il protagonista parla al suo amante dicendogli di "pensarci due volte" prima di lasciarla.

## Contenuti
La canzone fu composta da Andy Hill, cantautore noto per le sue collaborazioni con la band britannica Bucks Fizz e con il fondatore ed ex membro del gruppo rock britannico King Crimson, Peter Sinfield, autore dei testi di Think Twice.
Il singolo fu pubblicato in tutto il mondo insieme a delle tracce tratte principalmente dall'album in francese di Céline Dion pubblicato nel 1991, Dion chante Plamondon. Era la prima volta che un singolo in inglese della Dion includesse delle canzoni francesi come tracce del lato B, pubblicate poi in tutto il mondo.
Think Twice fu incluso più tardi nell'edizione europea e australiana del greatest hits All the Way... A Decade of Song (1999) e in quella europea di My Love: Essential Collection (2008).
Think Twice ricevette un Ivor Novello Award nel 1995, come Migliore canzone per la musica e i testi.

## Videoclip musicale
Per la promozione del singolo furono realizzati due versioni di videoclip musicale: il primo fu rilasciato nell'agosto del 1994; mentre il secondo, in seguito all'enorme successo ottenuto dal singolo nel Regno Unito, Céline Dion registrò un videoclip speciale nel dicembre 1994, trasmesso nel programma televisivo britannico Top of the Pops. Il videoclip musicale pubblicato nel Regno Unito fu diretto da Randee St. Nicholas.
Il videoclip originale mostra una sequenza di varie scene in cui la Dion e il suo amante, interpretato dal modello Steve Santagati, litigano. Il video si apre con Céline sdraiata sul letto mentre un'auto sta per arrivare a casa sua. Dal veicolo scende il suo ragazzo che dopo essere entrato in casa si sdraia sul letto mostrandosi triste e stanco. Un'altra scena mostra il ragazzo intagliare delle sculture di ghiaccio mentre la Dion canta. In un'altra scena il modello va via con la sua auto e dopodiché viene visto seduto su un mucchio di segatura. Céline Dion durante il videoclip continua a cantare mentre il suo amante rompe le sue sculture di ghiaccio e alla fine, l'uomo entra nel garage e si riconcilia con la sua amata.

## Recensioni da parte della critica
L'editore di AllMusic, Stephen Thomas Erlewine, definì il singolo una delle tre canzoni che evidenziano "un'attenta produzione" e "un cantautorato professionale" con cui è stato realizzato l'album The Colour of My Love. Brad Webber del Chicago Tribune, scrisse una recensione mista riguardo al singolo, ovvero lodò "la voce fortemente risonante e multi aromatizzata" della Dion e criticò il singolo definendolo "un'imitazione di Janet Jackson". Aggiunse che "il suo tentativo di cantare il soul", potrebbe classificare la Dion come una ragazza piuttosto superficiale, una specie di Michael Bolton." Dave Sholin del Gavin Report scrisse:"Ormai c'è poca ragione per non dare per scontato la notevole abilità vocale di Dion che potrebbe trasformare Whomp! There It Is in un capolavoro emozionale. Tuttavia, i suoi talenti sono molto meglio utilizzati in questa ballata avvincente su una coppia sull'orlo della fine di una relazione." Music & Media recensì il singolo scrivendo:"Andy Hill e Peter Sinfield non ci hanno pensato due volte a scrivere il secondo capitolo di The Power of Love, che Céline Dion interpreta come un Aaron Neville al femminile."

## Successo commerciale
Alla sua pubblicazione, Think Twice divenne subito un successo in Europa e in Australia. Fatto unico per l'intera carriera discografica di Céline Dion, mentre la canzone non ebbe successo in America, fu un successo inarrestabile nel Regno Unito, diventando uno dei singoli più venduti di sempre. Think Twice resta il secondo più grande successo della Dion nel Regno Unito, eclissato solo da My Heart Will Go On, ed è ampiamente riconosciuto tra i fan britannici come l'affermazione di Céline Dion, precedentemente conosciuta nel Regno Unito per la sua vittoria all'Eurovision Song Contest del 1988, ed ora nota come una stella importante per il pubblico britannico.
La canzone arrivò alla numero uno delle classifiche di tutta Europa, tra cui: Irlanda (9 settimane), Regno Unito (7 settimane), Belgio Fiandre (5 settimane), Paesi Bassi (4 settimane), Norvegia (4 settimane) e Svezia (4 settimane). Il singolo ottenne il successo anche in Australia raggiungendo la numero due. Think Twice fu certificato disco di platino dalla BPI e a settembre 2017 fu stilata la classifica delle 300 canzoni che hanno superato 1 milione di copie vendute nel Regno Unito, in cui la hit della Dion risultò essere alla posizione numero 104 con 1 418 966 copie vendute. Inoltre il singolo ottenne il disco di platino anche in Australia (70 000 copie vendute) e il disco d'oro nei Paesi Bassi (50 000 copie vendute) e in Belgio (25 000 copie vendute).
Una versione dance della canzone fu distribuita da Almighty Records negli anni '90, cantata dalla cantante britannica Rochelle.

## Interpretazioni dal vivo
Durante la promozione autunnale in Europa del suo terzo album in inglese, Céline Dion interpretò Think Twice al Grand Gala Du Disc in Olanda e nel programma televisivo Ciao dell'emittente greca ANT1. Nel dicembre 1994 Céline cantò il suo singolo nel programma mattutino americano Live with Regis and Kathie Lee. Nel gennaio 1995 Céline Dion eseguì il singolo nel programma televisivo musicale del Regno Unito, Top of the Pops. Il 3 maggio 1995 durante la cerimonia di premiazione dei World Music Award, dove Céline fu premiata come World's Best-Selling Canadian Female Recording Artist of the Year, la cantante interpretò Think Twice. Cinque giorni dopo il singolo fu cantato al Live for Peace - Royal Gala 1995. Céline Dion cantò il suo brano anche nel famoso varietà televisivo australiano Hey Hey It's Saturday.

## Formati e tracce
CD Singolo (Australia) (550 Music: 660551 1)
1. Think Twice (Edit) – 4:10 (testo: Peter Sinfield – musica: Andy Hill)
2. L'amour existe encore – 3:50 (testo: Luc Plamondon – musica: Riccardo Cocciante)

CD Singolo (Europa) (Columbia: 660638 1)
1. Think Twice (Radio Edit) – 4:10 (testo: Sinfield – musica: Hill)
2. Le monde est stone – 3:40 (Plamondon)

CD Maxi Singolo (Europa) (Columbia: 660638 2)
1. Think Twice (Radio Edit) – 4:10 (testo: Sinfield – musica: Hill)
2. Le monde est stone – 3:40 (Plamondon)
3. If Love Is Out Of the Question – 3:52 (testo: Paul Bliss – musica: Phil Palmer)
4. If You Asked Me To – 3:53 (Diane Warren)

1. Think Twice (Edit) – 4:11 (testo: Sinfield – musica: Hill)
2. L'amour existe encore – 3:51 (testo: Plamondon – musica: Cocciante)
3. (If There Was) Any Other Way – 4:01 (Bliss)

CD Singolo (Regno Unito) (550 Music: 660642 5)
1. Think Twice (Album Version) – 4:45 (testo: Sinfield – musica: Hill)
2. The Power of Love (Album Version) – 4:52 (testo: Jennifer Rush, Mary Susan Applegate – musica: Candy de Rouge, Gunther Mende)
3. Where Does My Heart Beat Now (Album Version) – 4:32 (testo: Robert White Johnson – musica: Taylor Rhodes)

CD Singolo (Regno Unito) (550 Music: 660642 2)
1. Think Twice (Radio Edit) – 4:10 (testo: Sinfield – musica: Hill)
2. Le monde est stone – 3:40 (testo: Plamondon – musica: Berger)
3. If Love Is Out Of the Question – 3:52 (testo: Bliss – musica: Palmer)
4. If You Asked Me To – 3:53 (Warren)

CD Singolo (Spagna) (CBS/Sony: COL 660638 1)
1. Think Twice (Radio Edit) – 4:10 (testo: Sinfield – musica: Hill)
2. Le monde est stone – 3:40 (testo: Plamondon – musica: Berger)

CD Singolo (Stati Uniti) (550 Music: 36K 77545)
1. Think Twice (Edit) – 4:05 (testo: Sinfield – musica: Hill)
2. L'amour existe encore – 3:50 (testo: Plamondon – musica: Cocciante)

LP Singolo 7" (Stati Uniti) (550 Music: 36-77545)
1. Think Twice (Edit) – 4:05 (testo: Sinfield – musica: Hill)
2. L'amour existe encore – 3:50 (testo: Plamondon – musica: Cocciante)

MC Singolo (Australia) (550 Music: 660551 4)
1. Think Twice (Edit) – 4:10 (testo: Sinfield – musica: Hill)
2. L'amour existe encore – 3:50 (testo: Plamondon – musica: Cocciante)

MC Singolo (Canada) (Columbia: 38T 77545)
1. Think Twice (Edit) – 4:10 (testo: Sinfield – musica: Hill)
2. L'amour existe encore – 3:50 (testo: Plamondon – musica: Cocciante)

MC Singolo (Regno Unito) (550 Music: 660642 4)
1. Think Twice (Radio Edit) – 4:10 (testo: Sinfield – musica: Hill)
2. Le monde est stone – 3:40 (testo: Plamondon – musica: Berger)

MC Singolo (Regno Unito) (550 Music: 660642 0)
1. Think Twice (Album Version) – 4:45 (testo: Sinfield – musica: Hill)
2. The Power of Love (Album Version) – 4:52 (testo: Rush, Applegate – musica: de Rouge, Mende)
3. Where Does My Heart Beat Now (Album Version) – 4:32 (testo: Johnson – musica: Rhodes)

MC Singolo (Stati Uniti) (550 Music: 36T 77545)
1. Think Twice (Edit) – 4:05 (testo: Sinfield – musica: Hill)
2. L'amour existe encore – 3:50 (testo: Plamondon – musica: Cocciante)

## Classifiche

### Classifiche settimanali
| Classifica (1994-1995)                                 | Posizione massima raggiunta |
| ------------------------------------------------------ | --------------------------- |
| Australia (ARIA)                                       | 2                           |
| Belgio Fiandre (Ultratop 50 Singles)                   | 1                           |
| Belgio Vallonia (Utratop 50 Singles)                   | 10                          |
| Canada (RPM 100 Hit Tracks)                            | 13                          |
| Canada (RPM Adult Contemporary Tracks)                 | 3                           |
| Canada (The Record's Retail Singles Chart)             | 14                          |
| Danimarca (Track Top-40)                               | 2                           |
| Germania (Media Control Charts)                        | 19                          |
| Irlanda (IRMA)                                         | 1                           |
| Norvegia (VG-lista)                                    | 1                           |
| Nuova Zelanda (The Official NZ Music Charts)           | 20                          |
| Paesi Bassi (Dutch Top 40)                             | 1                           |
| Paesi Bassi (Single Top 100)                           | 1                           |
| Regno Unito (Official Singles Chart Top 100)           | 1                           |
| Scozia (Official Scottish Singles Sales Chart Top 100) | 1                           |
| Stati Uniti (Billboard Hot 100)                        | 95                          |
| Stati Uniti (Billboard Hot Adult Contemporary Tracks)  | 21                          |
| Svezia (Sverigetopplistan)                             | 1                           |
| Svizzera (Schweizer Hitparade)                         | 6                           |

### Classifiche di fine anno
| Classifica (1994)                                           | Posizione |
| ----------------------------------------------------------- | --------- |
| Canada (RPM Top 100 Hit Tracks of 1994)                     | 82        |
| Canada (RPM Top 100 A/C Tracks of 1994)                     | 25        |
| Regno Unito (Official Charts Company)                       | 6         |
| Classifica (1995)                                           | Posizione |
| Australia (ARIA)                                            | 11        |
| Belgio Fiandre (Ultratop 50 Singles jaaroverzichten 1995)   | 3         |
| Belgio Vallonia (Ultratop 50 Singles rapports annuels 1995) | 29        |
| Germania (Top 100 Single-Jahrescharts)                      | 62        |
| Paesi Bassi (Jaaroverzichten Single 1995)                   | 7         |
| Paesi Bassi (Single Top 100 Van 1995)                       | 3         |
| Regno Unito (Official Charts Company)                       | 5         |
| Svizzera (Schweizer JahreHitparade 1995)                    | 9         |

### Classifiche di fine decennio
| Classifica (1990-1999)                   | Posizione |
| ---------------------------------------- | --------- |
| Regno Unito (Official Charts Company)    | 16        |
| Paesi Bassi (Dutch Decenniumlijst: 90's) | 25        |

### Classifiche di tutti i tempi
| Classifica                            | Posizione |
| ------------------------------------- | --------- |
| Belgio Fiandre (Ultratop 1001)        | 207       |
| Regno Unito (Official Charts Company) | 56        |

## Crediti e personale
Registrazione
- Registrato ai Larrabee Sound Studios di Hollywood e a The Hit Factory di New York City

Personale
- Ingegnere del suono - Simon Hurrell
- Mixato - K.C. Cohen
- Musica di - Andy Hill
- Produttore - Christopher Neil
- Produttore aggiuntivo - Aldo Nova
- Testi di - Peter Sinfield

## Cronologia di rilascio
| Paese       | Data           | Formato                         |
| ----------- | -------------- | ------------------------------- |
| Australia   | 1994           | CD • Musicassetta               |
| Canada      | 1994           | Musicassetta                    |
| Europa      | 1994           | CD                              |
| Giappone    | 21 agosto 1994 | CD                              |
| Regno Unito | 1994           | CD • Musicassetta               |
| Spagna      | 1994           | CD                              |
| Stati Uniti | 1994           | CD • Musicassetta • Vinile (7") |

## Cover di altri interpreti
Think Twice fu registrata anche dalla cantante belga Alana Dante nel 1996, da Maribel Gonzalez nel 1999 e Liel Kolet nel 2005. La canzone fu anche interpretata da Kelly Clarkson nel talent show American Idol e da Carolynne Good su Fame Academy.